# Henryków Lubański
Henryków Lubański (Duits: Katholisch Hennersdorf, 1937–39 Hennersdorf, 1939–45 Ziethen-Hennersdorf) is een plaats in het Poolse district  Lubański, woiwodschap Neder-Silezië. De plaats maakt deel uit van de gemeente Lubań en telt 850 inwoners.